# Васянович, Андрей Александрович
Андре́й Алекса́ндрович Васяно́вич (13 июня 1988, Краснодар, СССР) — российский футболист, защитник.

## Карьера

### Клубная

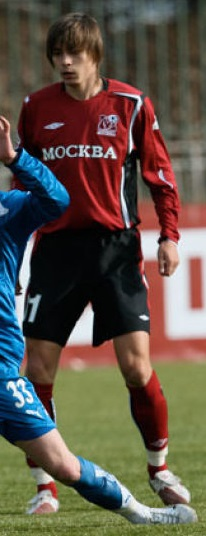
Васянович в «Москве»

Воспитанник школы волгоградского «Ротора». Профессиональную карьеру игрока начал в 2005 году в клубе второй лиги «Краснодар-2000», в котором играл до 2007 года, проведя за это время 56 матчей в первенстве и три встречи в кубке страны. В январе 2008 года пополнил состав клуба высшей лиги ФК «Москва». В том сезоне провёл 19 матчей за молодёжный состав команды. В основном составе дебютировал 16 мая 2009 года в матче 9-го тура чемпионата против подмосковных «Химок». Отыграл весь матч целиком, в концовке первого тайма получил жёлтую карточку. Всего в том сезоне провёл пять встреч в чемпионате и 11 игр в молодёжном первенстве.
В начале 2010 года, ввиду добровольного снятия ФК «Москва» с розыгрыша чемпионата с последующей потерей профессионального статуса, был вынужден искать новую команду. 19 марта 2010 года был заявлен в состав ЦСКА. В начале августа был отдан в аренду в «Спартак-Нальчик», где провёл вторую половину сезона, 13 раз появлялся на поле в составе основной команды.
В январе 2011 года был арендован сочинской «Жемчужиной». В августе того же года, после снятия «Жемчужины» с розыгрыша первенства в первой лиге, вернулся в ЦСКА. 8 февраля 2012 года был взят в аренду брянским «Динамо», за которое провёл 10 матчей, забив свой первый гол в первенствах страны во встрече с московским «Торпедо» 20 марта 2012 года.
29 июня 2012 года, после отзыва у «Динамо» профессиональной лицензии, на правах аренды перешёл в волгоградский «Ротор». Спустя сезон трансфер игрока был полностью выкуплен волжанами. Всего в составе волгоградской команды провёл 30 встреч, в которых дважды забивал голы. Перед началом сезона 2014/15, после снятия «Ротора» с розыгрыша первенства ФНЛ, заключил контракт с калининградской «Балтикой». Дебютировал в новой команде 6 июля 2014 года в матче первого тура первенства против «Шинника». В конце 2014 года покинул клуб.

### В сборной
Выступал за национальную команду на молодёжном уровне. Провёл восемь встреч, в которых отметился одним голом.

## Статистика выступлений
| Команда               | Сезон            | Чемпионат        | Чемпионат | Чемпионат | Кубок | Кубок | Итого | Итого |
| Команда               | Сезон            | Уров.            | Игры      | Голы      | Игры  | Голы  | Игры  | Голы  |
| --------------------- | ---------------- | ---------------- | --------- | --------- | ----- | ----- | ----- | ----- |
| Краснодар-2000        | 2005             | III              | 4         | 0         | 0     | 0     | 4     | 0     |
| Краснодар-2000        | 2006             | III              | 26        | 0         | 2     | 0     | 28    | 0     |
| Краснодар-2000        | 2007             | III              | 26        | 0         | 1     | 0     | 27    | 0     |
| Краснодар-2000        | Итого            | Итого            | 56        | 0         | 3     | 0     | 59    | 0     |
| Москва                | 2008             | I                | 0         | 0         | 0     | 0     | 0     | 0     |
| Москва                | 2009             | I                | 5         | 0         | 0     | 0     | 5     | 0     |
| Москва                | Итого            | Итого            | 5         | 0         | 0     | 0     | 5     | 0     |
| Спартак-Нальчик       | 2010             | I                | 13        | 0         | 0     | 0     | 13    | 0     |
| Жемчужина-Сочи        | 2011/12          | II               | 9         | 0         | 0     | 0     | 9     | 0     |
| Динамо (Брянск)       | 2011/12          | II               | 10        | 1         | 0     | 0     | 10    | 1     |
| Ротор (Волгоград)     | 2012/13          | II               | 21        | 1         | 1     | 0     | 22    | 1     |
| Ротор (Волгоград)     | 2013/14          | II               | 9         | 1         | 0     | 0     | 9     | 1     |
| Ротор (Волгоград)     | Итого            | Итого            | 30        | 2         | 1     | 0     | 31    | 2     |
| Балтика (Калининград) | 2014/15          | II               | 10        | 0         | 1     | 0     | 11    | 0     |
| Всего за карьеру      | Всего за карьеру | Всего за карьеру | 133       | 3         | 5     | 0     | 138   | 3     |

Источники:
- Статистика выступлений взята со спортивного медиа-портала Sportbox.ru